# Aşağı Layısqı
Aşağı Layısqı è un comune dell'Azerbaigian situato nel distretto di Şəki. Conta una popolazione di 1 223 abitanti.